# IEEE 802.1D
802.1D es el estándar de IEEE para bridges MAC (puentes MAC), que incluye bridging (técnica de reenvío de paquetes que usan los switches), el protocolo Spanning Tree y el funcionamiento de redes 802.11, entre otros.
También impide que los bucles se forman cuando los puentes o los interruptores están interconectados a través de varias rutas. El algoritmo BPDU logra mediante el intercambio de mensajes con otros switches para detectar bucles y, a continuación, elimina el bucle por el cierre de puente seleccionado interfaces. Este algoritmo garantiza que hay una y sólo una ruta activa entre dos dispositivos de red.
Las VLANs (redes virtuales) no son parte de 802.1D, sino de IEEE 802.1Q.

## Historia
- 1990 - Publicación original (802.1D-1990), basado en el estándar ISO/IEC 10038.
- 1998 - Versión revisada (802.1D-1998), incorporando las extensiones IEEE 802.1p, P802.12e, 802.1j y 802.6k.
- 2004 - Versión revisada (802.1D-2004), incorporando las extensiones 802.1t y 802.1w, que fue publicada separadamente en 2001, eliminó el protocolo original Spanning tree y en su lugar incorporó el Rapid Spanning Tree Protocol (RSTP) de 802.1w.
- 2012 - (IEEE 802.1aq) Shortest Path Bridging, permite que varios caminos de igual costo.